# Бразильско-польские отношения
Бразильско-польские отношения — двусторонние дипломатические отношения между Бразилией и Польшей. Государства являются членами Всемирной торговой организации и Организации Объединённых Наций. Около 800 000 бразильцев имеют польское происхождение, что делает Бразилию второй страной с самой большой польской общиной за рубежом (после США).

## История

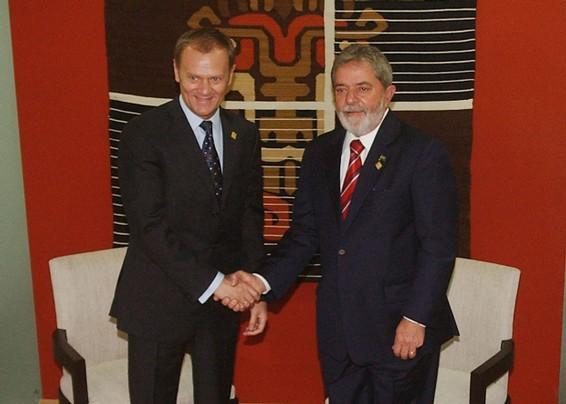
Премьер-министр Польши Дональд Туск на встрече с президентом Бразилии Луисом Инасиу Лулой да Силвой в 2008 году

В середине 1800-х годов император Бразилии Педру II поощрял миграцию поляков в страну и поддерживал независимость Польши, которая в то время была разделена между Австро-Венгрией, Российской империей и Германской империей. Бразильский дипломат Руй Барбоза выступил за независимость Польши на Гаагской конференции 1907 года. Между 1869 и 1920 годами в Бразилию прибыло более 60 000 польских мигрантов, большая часть которых поселилась в штате Парана.
Во время Первой мировой войны Бразилия объявила войну Центральным державам. В конце Первой мировой войны Бразилия приняла участие в подписании Версальского договора, по которому была восстановлена независимость Польши, а Бразилия стала первой страной в Латинской Америке, признавшей её независимость 17 августа 1918 года. 27 мая 1920 года государства установили дипломатические отношения, и в столицах каждой страны были открыты дипломатические представительства. В начале Второй мировой войны в сентябре 1939 года Бразилия оставалась нейтральной после вторжения Германии в Польшу. 22 августа 1942 года Бразилия объявила войну Германии и Италии после того, как германские подводные лодки U-boat потопили шесть бразильских кораблей в Атлантическом океане. Бразильские и польские войска сражались на одной стороне во время Итальянской кампании (1943—1945). 12 сентября 1945 года Бразилия признала Временное правительство национального единства Польши. Вскоре после этого государства вновь открыли дипломатические представительства.
В январе 1961 года министр иностранных дел Польши Адам Рапацкий стал первым высокопоставленным правительственным чиновником, посетившим Бразилию. Вскоре после его визита государства повысили статус своих дипломатических представительств до посольств. В 1962 году министр иностранных дел Бразилии Франсиску Клементину ди Сантиагу Дантас осуществил государственный визит в Польшу. В мае 1961 года Бразилия и Польша подписали соглашение о торговле, а в августе 1963 года — соглашение о культурном и научном сотрудничестве. С 1965 по 1985 год Бразилией управляла военная диктатура, которая приостановила развитие дипломатических отношений между государствами. Кроме того, в 1980-е годы в Польше происходили протесты польского профсоюзного движения «Солидарность», которые способствовали краху коммунизма в стране в 1990 году. В 1995 году президент Польши Лех Валенса осуществил официальный визит в Бразилию, став первым польским главой государства, посетившим эту страну. В 2002 году президент Бразилии Фернанду Энрики Кардозу осуществил государственный визит в Польшу, став первым главой государства, посетившим эту страну.
В январе 2019 года министр иностранных дел Польши Яцек Чапутович посетил Бразилию, чтобы присутствовать на инаугурации президента Жаира Болсонару. В мае 2020 года государства отметили 100-летие установления дипломатических отношений.

## Визиты на высоком уровне
Из Бразилии в Польшу

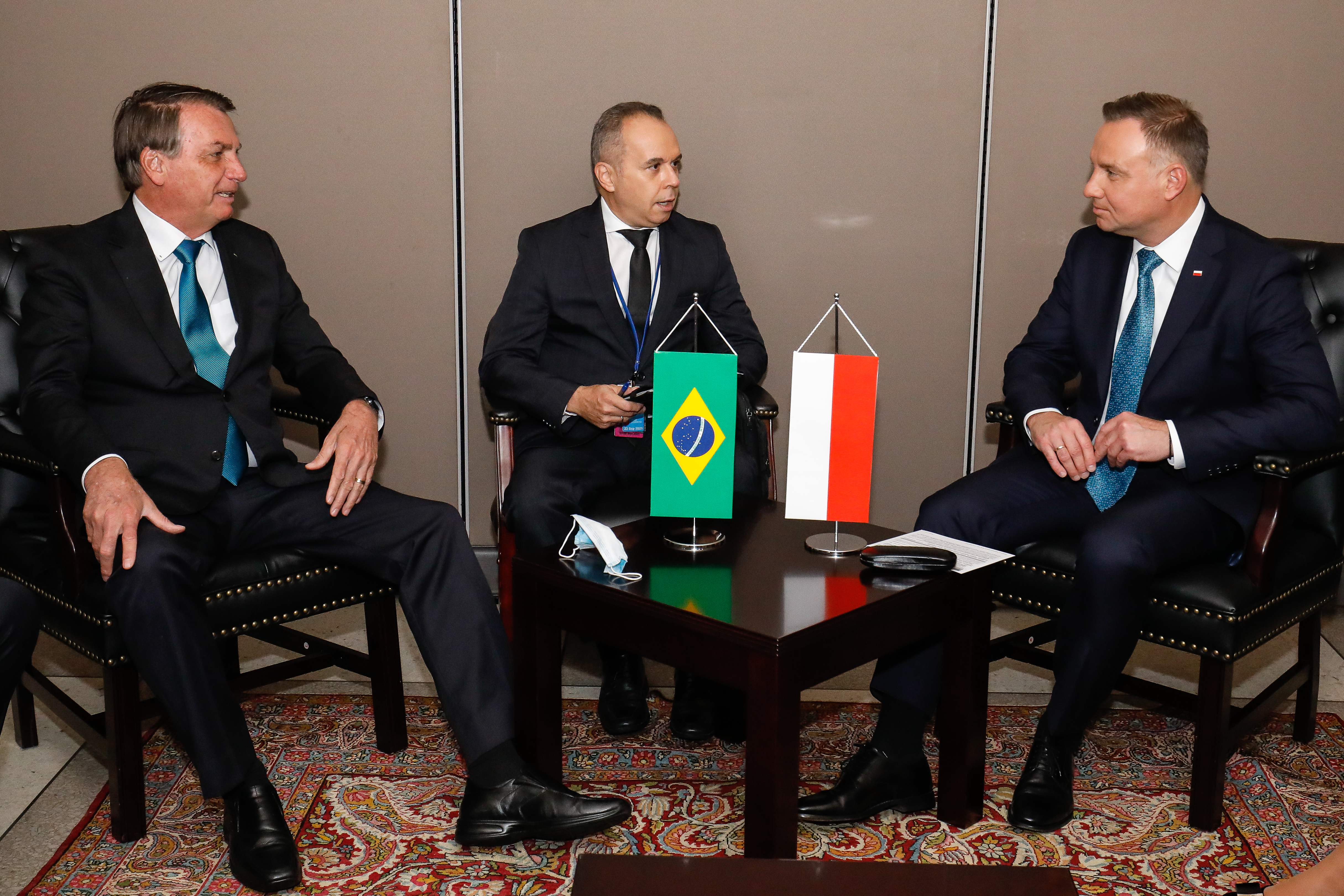
Президент Бразилии Жаир Болсонару на встрече с президентом Польши Анджеем Дудой в Нью-Йорке в 2021 году

- Президент Фернанду Энрики Кардозу (2002 год);
- Министр внешних связей Селсу Аморим (2010 год);
- Министр внешних связей Луис Алберту Фигейреду (2012 год);
- Вице-президент Мишел Темер (2013, 2015 год);
- Министр внешних связей Эрнесту Араужу (2019 год).

Из Польши в Бразилию
- Президент Лех Валенса (1995 год);
- Премьер-министр Ежи Бузек (2000 год);
- Президент Александр Квасьневский (2002 год);
- Министр иностранных дел Влодзимеж Цимошевич (2003 год);
- Министр иностранных дел Радослав Сикорский (2012 год);
- Министр иностранных дел Яцек Чапутович (2019 год);
- Глава кабинета министров Кшиштоф Щерский (2019 год).

## Торговые отношения

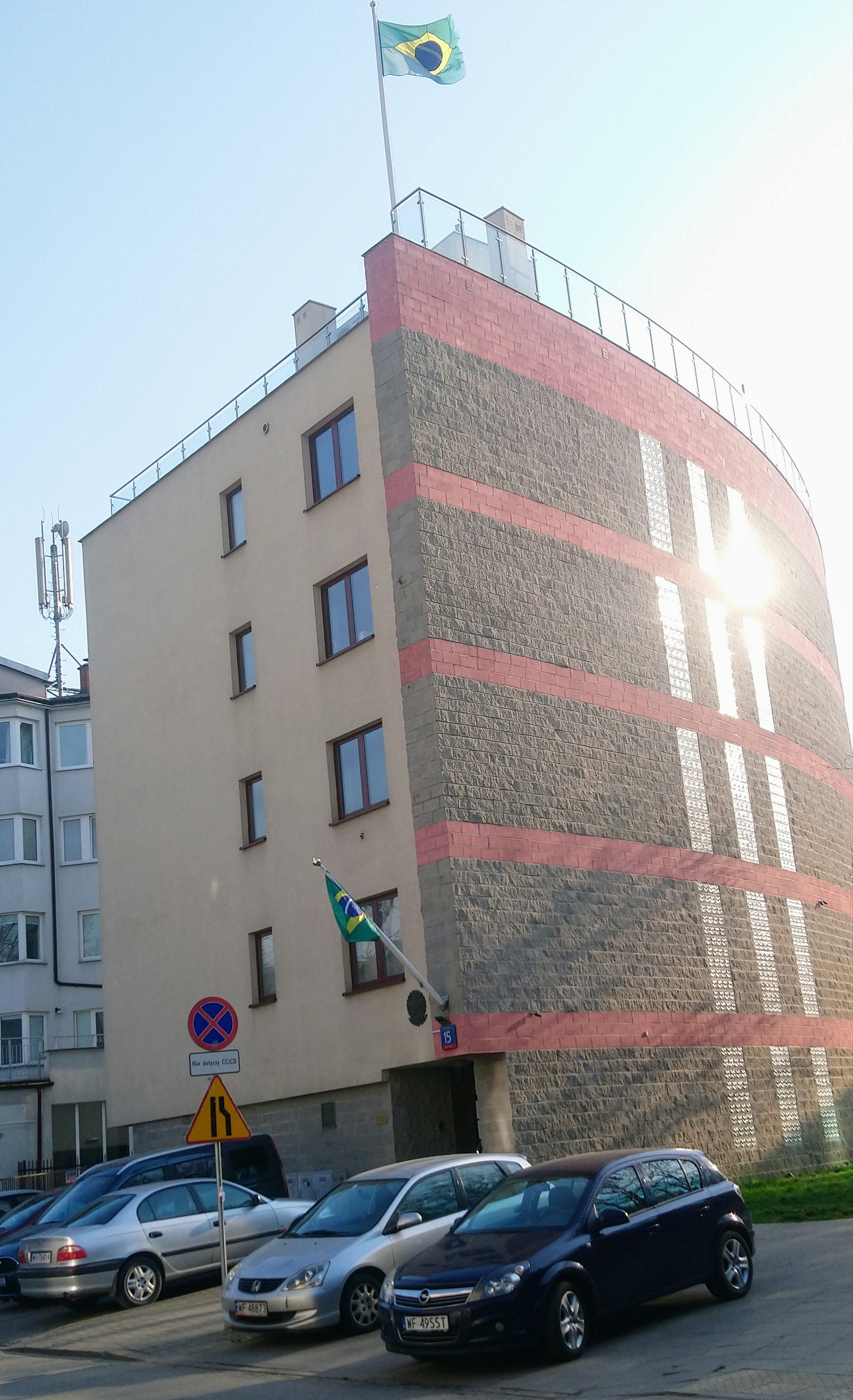
Посольство Бразилии в Варшаве

В 2018 году объём товарооборота между государствами составил сумму 1,8 миллиарда долларов США. Экспорт Бразилии в Польшу: минеральные ресурсы, машинное оборудование и электроприборы, продукты питания, химикаты и пластмасса. Экспорт Польши в Бразилию: машинное оборудование и электроприборы, химикаты, а также пластмасса, главным образом синтетический каучук. Бразилия является основным торговым партнёром Польши в Латинской Америке. Бразильская авиастроительная компания Embraer продала Польше самолеты, которые используются польским авиаперевозчиком LOT и министерством национальной обороны. В 2000 году страны-члены МЕРКОСУР (включая Бразилию) и Европейского союза (включая Польшу) начали переговоры по подписанию соглашения о свободной торговле.

## Дипломатические представительства
- Бразилия содержит посольство в Варшаве[11].
- Польша имеет посольство в Бразилиа и генеральное консульство в Куритибе[12].